# Stanisław Borowiecki (1931–2023)
Stanisław Borowiecki (ur. 20 kwietnia 1931, zm. 2 grudnia 2023) – polski dziennikarz, redaktor naczelny Świata Młodych.
Był współtwórcą i wieloletnim redaktorem harcerskiego czasopisma Świat Młodych, którym kierował jako redaktor naczelny w latach 1981–1990. Publikował artykuły popularyzujące wiedzę, a także książki. 
Zmarł 2 grudnia 2023. Został pochowany na Cmentarzu Komunalnym Południowym koło Warszawy.